# Sevilla Fútbol Club (femení)
El Sevilla FC, secció del Sevilla Fútbol Club, es va crear el 2007. Actualment l'equip milita a la Primera Divisió.

## Història

### C. D. Híspalis
El CD Híspalis és un club de barri de la ciutat de Sevilla, fundat al 1972. El 1992 crea l'equip femení, que a poc a poc creix i arriba a la màxima categoria del futbol femení. L'any 2004 el Sevilla FC apadrina l'equip femení de l'Híspalis, passant a utilitzar els colors, distintius i nom com també entrena i juga els seus partits com a local a la ciutat esportiva del Sevilla FC.
Així el Sevilla Femení (oficialment CD Híspalis) juga durant quatre temporades a la Superlliga. Les dues fites més destacades són el subcampionat de la temporada 2005-06, perdut contra el RCD Espanyol (femení) pel gol average, i les semifinals de la Copa de la Reina 2006-07.

### Sevilla F. C. Femení
A la temporada 2007-08 l'equip baixa de categoria. Llavors el Sevilla FC se'n desvincula i crea un nou equip femení, ja dins l'estructura del club, que comença des de la categoria més baixa, la provincial.
La temporada 2008-09 amb l'equip format per jugadores majoritàriament de l'Híspalis i de la cantera sevillista, arrasa a la categoria provincial i puja a Primera Nacional.
A la temporada 2009-10 es produeix una ampliació de la Superlliga i el Sevilla és convidat a disputar-la, tornant així a la màxima categoria, només una temporada, per després tornar a pujar l'any següent, guanyant 3-1 al Femarguín.
L'equip aconsegueix tornar a la primera categoria la temporada 2017-18 i aconsegueix una 12a posició. S'ha consolidat a la Primera Divisió sent la seva millor posició la 7a de la temporada 2022-23. El 2022 i 2023 va aconseguir els seus únics títols, la Copa d'Andalusia.